# Rhabdosciadium stenophyllum
Rhabdosciadium stenophyllum är en flockblommig växtart som beskrevs av Pierre Edmond Boissier och Heinrich Carl Haussknecht. Rhabdosciadium stenophyllum ingår i släktet Rhabdosciadium och familjen flockblommiga växter. Inga underarter finns listade i Catalogue of Life.